# Mizuiro Jidai
Mizuiro Jidai (яп. 水色時代, «Молодо-зелено») — японская манга, автором которой является Ю Ябути. Выпускалась издательством Shogakukan в журнале Ciao в 1991 года по 1994 год. Всего выпущено 7 томов манги. Манга также публиковалась на территории Италии издательством Planet Manga и Тайвани издательствами Ever Glory Publishing Co., Ltd. (1995 год) и Sharp Point Press (2010 год).
По мотивам манги студией Studio Comet был выпущен аниме-сериал, который транслировался по телеканалу TV Tokyo с 4 апреля 1996 года по 27 февраля 1997 года. Всего выпущено 47 серий аниме. Сериал также транслировался на территории Италии по телеканалам Italia 1 (2000 год) и Italia Teen Television (2004 год).

## Сюжет
Сюжет разворачивается вокруг Юко Кавай, молодой студентки лицея. Она взрослеет и должна преодолеть свою застенчивость до того, как станет совершеннолетней. Юко случайно узнаёт, что её соседом является Хироси Ёсида, друг детства. Юко любит его, но не может ответить и признаться. Сюжет рассказывает о дальнейшем развитии их отношений, как Юко, Хироси и их новая подруга Такако противостоят повседневным будням и мелким проблемам.

## Список персонажей
Юко Каваи (яп. 河合 優子 Каваи Ю:ко) — главная героиня истории, очень застенчива и наивна. Часто не может решится на какие либо поступки. Знает Хироси ещё с детства, но относилась тогда к нему, как к брату. Теперь Юко влюблена в парня, но не может прямо признаться в этом.
Сэйю: Масами Судзуки
Хироси Наганума (яп. 長沼 博士 Наганума Хироси) — главный герой истории, друг детства Юко всегда был в неё влюблен. Несмотря на свою заурядную внешность, популярен среди девушек в школе. Хорошо играет в футбол, имеет лучшие оценки в классе. Часто ссорится с Юко из-за мелких недоразумений.
Сэйю: Дзюн Акияма
Такако Такахата (яп. 高幡 多可子 Такахаси Такако) — лучшая подруга Юко. Властна и эгоистична. Она сама влюбляется в Хироси и начинает давить на него и ревновать к Юко. Но позже смирилась с этим и показывает другую сторону своей личности. В будущем, решает стать косметологом.
Сэйю: Тиэко Хигути
Миюки Китано (яп. 北野 深雪 Китано Миюки)
Сэйю: Эри Миядзима